# Torneio de Montreux de 1952
O Torneio de Montreux de 1952  foi a 26ª edição do Torneio de Montreux.

## Resultados
|    | Equipe      | Pts | J | V | E | D | GM | GS | DG  |
| -- | ----------- | --- | - | - | - | - | -- | -- | --- |
| 1º | Espanha     | 18  | 7 | 4 | 3 | 0 | 30 | 13 | 17  |
| 2º | Portugal    | 17  | 7 | 4 | 2 | 1 | 31 | 15 | 16  |
| 3º | Montreux HC | 17  | 7 | 5 | 0 | 2 | 28 | 17 | 11  |
| 4º | Inglaterra  | 15  | 7 | 4 | 0 | 3 | 26 | 15 | 11  |
| 5º | Bélgica     | 15  | 7 | 3 | 2 | 2 | 26 | 24 | 2   |
| 6º | DLF Trieste | 12  | 7 | 1 | 3 | 3 | 14 | 17 | -3  |
| 7º | Alemanha    | 9   | 7 | 1 | 0 | 6 | 19 | 36 | -17 |
| 8º | Holanda     | 9   | 7 | 1 | 0 | 6 | 19 | 56 | -37 |

|             | Suíça | Alemanha | Bélgica | Países Baixos | Espanha | Itália | Portugal | Inglaterra |
| ----------- | ----- | -------- | ------- | ------------- | ------- | ------ | -------- | ---------- |
| Montreux HC |       | 9-1      | 2-7     | 7-3           | 1-3     | 1-0    | 5-1      | 3-2        |
| Alemanha    |       |          | 2-5     | 2-4           | 2-4     | 7-1    | 3-7      | 2-6        |
| Bélgica     |       |          |         | 7-4           | 5-5     | 0-0    | 1-7      | 1-4        |
| Holanda     |       |          |         |               | 1-12    | 3-9    | 3-10     | 1-9        |
| Espanha     |       |          |         |               |         | 1-1    | 1-1      | 4-2        |
| DLF Trieste |       |          |         |               |         |        | 2-2      | 1-3        |
| Portugal    |       |          |         |               |         |        |          | 3-0        |
| Inglaterra  |       |          |         |               |         |        |          |            |